# Courant, Charente-Maritime
Courant là một xã trong tỉnh Charente-Maritime trong vùng Nouvelle-Aquitaine, tây nam nước Pháp. Xã Courant, Charente-Maritime nằm ở khu vực có độ cao từ 12-99 mét trên mực nước biển.